# Senecio exuberans
Senecio exuberans là một loài thực vật có hoa trong họ Cúc. Loài này được R.A.Dyer miêu tả khoa học đầu tiên năm 1943.